# 第一三共
第一三共株式会社（だいいちさんきょう）は、東京都中央区日本橋本町に本社を置く、日本の大手製薬会社である。日経平均株価およびTOPIX Core30、JPX日経インデックス400の構成銘柄の一つ。

## 概要・沿革
2005年9月28日に三共と第一製薬とが経営統合して発足した。当初は純粋持株会社であり、統合元となった両者を完全子会社として傘下に収める形式だった。その後2007年4月に三共および第一製薬を吸収合併し、両社の医療用医薬品事業を第一三共に統合（事業持株会社）、現在の事業会社に移行した。統合にあたって、第一三共本体は病院向けの医療用医薬品に特化し、ヘルスケア事業（大衆薬：OTC医薬品部門）については新会社第一三共ヘルスケアを設立、2006年4月に営業開始。直後の4月13日にアステラス製薬傘下だった同部門のライバルメーカー・ゼファーマの全株式を取得して完全子会社化した。なお、ゼファーマは2007年4月に、旧第一三共ヘルスケアとの合併で消滅した。また、医薬品事業に経営資源を集中するため、海外子会社の整理、非医薬品事業の売却を進めた。
2008年6月11日にインド大手の製薬会社ランバクシー・ラボラトリーズ社の買収を発表。同年10月20日に連結子会社としたが、2015年3月24日にサンファーマ社がランバクシー・ラボラトリーズ社を吸収合併。合併後もサン・ファーマ社の株式を保有していたが、同年4月21日に保有していた全株式を売却した。
2019年3月1日には、当社が日本国内で製造販売を行っていた長期収載品の一部を吸収分割によりアルフレッサ ファーマへ譲渡した。
2023年時点、日本国内の製薬会社における売上高ランキング4位である。2022年時の世界ランキングでは25位であり、武田薬品工業（同11位）・大塚ホールディングス（同22位）・アステラス製薬（同23位）・エーザイ（ランク外）と共に国内製薬メーカー大手5社の1つである。2023年1月時点の時価総額は、医薬品セクターで1位。全業種内では9位。
コーポレートスローガンは2012年4月1日より全世界統一で「Passion for Innovation. Compassion for Patients.」に改められ、日本国内では「イノベーションに情熱を。ひとに思いやりを。」を用いることとなった。
第一勧銀グループ（三金会）に加盟している。

## グループ会社一覧

### 国内
※全て株式会社である。
- 第一三共ヘルスケア - 医薬品、医薬部外品、化粧品、医療機器、食品、飲料水などの製造および売買

一般用医薬品や化粧品などを担当。旧三共と旧第一製薬の一般用医薬品事業を統合し、さらに、2007年4月1日にはアステラス製薬を離れ、グループ会社となったゼファーマを吸収合併。
- 第一三共プロファーマ - 医薬品の製造

医薬品の製剤並びに物流部門の子会社。2006年10月設立。2007年4月に旧第一製薬の生産機能会社であった第一ファルマテックを吸収合併。旧三共から生産部門を分割・吸収した。2015年4月に小名浜と館林の2つの原薬工場を分割により第一三共ケミカルファーマへ継承すると同時に、2007年4月に旧第一製薬グループの第一物流から社名変更した第一三共ロジスティクスを吸収合併し、物流機能を統合した。
なお、生産拠点の一部を他社へ譲渡しており、静岡工場は2010年4月1日にシミック（現・シミックホールディングス）の子会社であるシミックCMOへ譲渡され同社の本社となった。また、秋田工場も2015年4月1日にアルフレッサ ホールディングスの子会社であるアルフレッサ ファーマへ譲渡され、同社子会社のアルフレッサ ファインケミカルとして発足した。一方、小田原工場は2013年4月に隣接する第一三共ケミカルファーマの小田原工場へ分割・統合した。 2025年4月1日を効力発生日として、当社へ吸収合併される見込み。
- 第一三共ケミカルファーマ - 医薬品の原体および中間体などの製造および製造受託など

医薬品の原体・中間体製造部門の子会社。2007年10月設立。2008年4月に旧三共のグループ会社だった三共化成工業と三共有機合成を吸収合併。2013年4月に第一三共プロファーマとの2社で隣接していた小田原工場を当社へ統合。2015年4月に第一三共プロファーマから小名浜と館林の2工場を分割・承継すると同時に、当社から治験薬製造機能を移管した。
2025年4月1日を効力発生日として、当社へ吸収合併される見込み。
- 第一三共バイオテック - ワクチンなどの製造受託など

ワクチン・バイオ医薬品・治験薬の製造部門の子会社。2018年8月設立。2019年4月に北里第一三共ワクチンの生産並びに生産技術に係る事業を会社分割によって承継し、事業開始。
- 第一三共ビジネスアソシエ - グループのビジネスサポート業務

管理支援部門の子会社。2007年4月に三共保険エージェンシーとゴードー不動産（共に旧三共のグループ会社）、第一地所（旧第一製薬のグループ会社）を吸収合併。また、当社グループ国内各社の人事・経理業務の一部を移管。
- 第一三共ハピネス - グループのビジネスサポート業務

2007年3月設立。障害者の雇用の促進等に関する法律（障害者雇用促進法）に定める特例子会社。

### 海外
アメリカ
- DAIICHI SANKYO, INC.（第一三共インク） - 医薬品の研究・開発・販売
- American Regent, Inc.（アメリカン・リージェント・インク） - 医薬品及び動物薬の製造・販売

ヨーロッパ
- DAIICHI SANKYO EUROPE GmbH（第一三共ヨーロッパ） - グループ統括及び医薬品の製造・販売
  - DAIICHI SANKYO FRANCE SAS（第一三共フランス） - フランスにおける医薬品の販売
  - DAIICHI SANKYO DEUTSCHLAND GmbH（第一三共ドイツ） - ドイツにおける医薬品の販売
  - DAIICHI SANKYO ITALIA S.p.A.（第一三共イタリア） - イタリアにおける医薬品の販売
  - DAIICHI SANKYO ESPANA, S.A.（第一三共スペイン） - スペインにおける医薬品の販売
  - DAIICHI SANKYO UK LIMITED（第一三共UK） - イギリスにおける医薬品の販売
  - DAIICHI SANKYO (SCHWEIZ) AG（第一三共スイス） - スイスにおける医薬品の販売
  - DAIICHI SANKYO PORTUGAL, LDA.（第一三共ポルトガル） - ポルトガルにおける医薬品の販売
  - DAIICHI SANKYO AUSTRIA GmbH（第一三共オーストリア） - オーストリアにおける医薬品の販売
  - DAIICHI SANKYO BELGIUM N.V.-S.A.（第一三共ベルギー） - ベルギーにおける医薬品の販売
  - DAIICHI SANKYO NEDERLAND B.V.（第一三共オランダ） - オランダにおける医薬品の販売
  - DAIICHI SANKYO İLAÇ TİCARET Ltd. Şti（第一三共トルコ） - トルコにおける医薬品の販売
  - DAIICHI SANKYO IRELAND LTD.（第一三共アイルランド） - アイルランドにおける医薬品の販売

ASCA（アジア・オセアニア・中南米など）
- 第一三共（中国）投資有限公司 - 中国子会社の事業統括・投資
- 第一三共製薬（上海）有限公司 - 医薬品の研究、開発、製造及び販売
- 台湾第一三共股份有限公司 - 台湾における医薬品の販売
- 韓国第一三共株式会社 - 韓国における医薬品の販売
- DAIICHI SANKYO (THAILAND) LTD.（第一三共タイ） - タイにおける医薬品販売
- DAIICHI SANKYO VIETNAM COMPANY LIMITED （第一三共ベトナム）- ベトナムにおける卸売販売
- 香港第一三共有限公司 - 香港における医薬品の販売
- DAIICHI SANKYO Australia Pty Ltd（第一三共オーストラリア） - 豪州における医薬品の開発及び販売
- DAIICHI SANKYO Singapore Pte. Ltd（第一三共シンガポール） - シンガポールにおける医薬品の開発及び販売
- DAIICHI SANKYO BRASIL FARMACEUTICA LTDA.（第一三共ブラジル） - ブラジルにおける医薬品の製造・販売
- DAIICHI SANKYO MEXICO SOCIEDAD ANONIMA DE CAPITAL VARIABLE（第一三共メキシコ）- メキシコにおける医薬品の販売
- DAIICHI SANKYO COLUMBIA, SOCIADAD POR ACCIONES SIMPLIFICADAS（第一三共コロンビア）- コロンビアにおける医薬品の販売

### 過去のグループ会社
- 三共（第一勧銀グループ・みずほグループに所属）
- 第一製薬
- ゼファーマ

- 北里第一三共ワクチン - 2011年4月に当社と学校法人北里研究所の共同出資により設立したワクチン専門の事業会社。2017年11月に学校法人北里研究所が保有していた株式を取得して完全子会社化。2019年4月に生産及び生産技術に係る事業を第一三共バイオテックへ継承した後、当社へ吸収合併され解散。北里第一三共ワクチンの研究開発・信頼性保証・販売などの事業と同社製品の製造販売承認を当社が承継した[10]。
- Plexxikon Inc.（プレキシコン・インク） - 医療用医薬品の研究
- 第一三共RDノバーレ - 創薬および臨床研究開発の支援部門を担う子会社。2006年10月に第一三共RDアソシエとして設立。2007年4月に科研技術研究所とケムテックラボ（共に旧三共のグループ会社）、関東第一サービス（旧第一製薬のグループ会社）を吸収合併。また、当社グループの研究開発部門の一部を移管した。2011年10月に当社から研究開発部門の一部を機能移管並びに業容拡大を受け、商号変更。研究開発体制の再編に伴って2024年3月31日付で事業終了となり、研究開発機能が当社へ移管された[11]。

### グループ外となった企業
- 第一三共エスファ - 医薬品の製造販売

2010年4月1日設立、同年10月1日営業開始。医療用医薬品の中でも「エスタブリッシュト医薬品」を専門に扱う事業会社。具体的には、当社で長期間販売され、有効性・安全性が確立された特許期間を満了した長期収載品やジェネリック医薬品である。2023年10月1日に株式の一部（30%）をクオールホールディングスへ譲渡。2024年4月1日に株式の一部（21%）をクオールホールディングスへ譲渡されたことで当社のグループから離れ、クオールホールディングスのグループ会社となった。将来的には全株式をクオールホールディングスへ譲渡する予定である。
- ジャパンワクチン - 2012年7月にグラクソ・スミスクラインとの共同出資によって設立されたワクチン専門の事業会社。2019年4月に一部の機能を除く事業を当社並びにグラクソ・スミスクラインへそれぞれ移管[13]され、グラクソ・スミスクラインの完全子会社となった[14]。法規上の手続きが完了次第、解散となる。

#### 旧三共グループ会社
- 安倍川製紙 - 2002年10月に王子製紙が株式交換で完全子会社化・減資、2003年1月の吸収合併、2004年10月の統合を経て、現在は王子特殊紙。
- エフピー化工 - 2006年1月にメイワ興産（メイワパックスのグループ会社）へ売却し、同社の子会社に。2009年2月にグループ会社のイーストンジャパンを吸収合併し、2010年3月には持株会社制への移行の伴い、メイワパックスホールディングスの完全子会社となったが、2012年4月にグループ会社のメイワパックスに吸収合併された。
- 富士製粉 - 2006年4月に日東製粉と合併し、日東富士製粉に。2007年5月に持株を三菱商事に売却。
- 和光堂 - 2006年4月にTOB形式で持株をアサヒビール（現・アサヒグループホールディングス）に売却し、同社の子会社に。2016年1月に同じグループ会社のアサヒフードアンドヘルスケア、天野実業と経営統合して設立されたアサヒグループ食品の製造子会社となり、2017年7月にアサヒフードアンドヘルスケア、天野実業と共にアサヒグループ食品へ吸収合併した。
- 三共ライフテック - 事業ごとに分割したうえで、第三者へ譲渡。譲渡後のフォローアップを行っていたが、目処がついたため、2007年12月に解散。
  - 食品添加物・医薬原料事業 - 2007年1月に新設したMFCライフテックへ分割し、同年3月に三菱化学フーズ（三菱化学の100%子会社）へ譲渡。同社の子会社に。同年10月に三菱化学フーズへ吸収合併された。2017年4月に三菱化学が三菱レイヨン・三菱樹脂と合併して三菱ケミカルが発足したことに伴い、三菱ケミカルフーズに社名変更する。
  - アメニケア事業 - 2007年1月に同じグループ会社の三共アグロへ譲渡。（三共アグロを参照）
  - 動物薬事業 - 2007年1月に新設したライフテックアニマルヘルスへ分割し、同年3月にノバルティスアニマルヘルス（ノバルティスホールディングジャパンの子会社）へ譲渡し、同社へ吸収合併された。
  - 化成品事業 - 2007年3月にチバ・スペシャリティ・ケミカルズ（現・BASFジャパン）へ事業譲渡。
- 三共アグロ - 2007年1月に三共ライフテックのアメニケア事業を譲受けた後、同年3月に三井化学へ譲渡し、同社の子会社に。同年10月に同社の子会社である三井化学クロップライフを吸収合併。さらに、2009年4月に同社の農業化学品事業を会社分割により統合し、三井化学アグロに社名変更。
- 三共エール薬品 - 2007年2月に、後発医薬品メーカー大原薬品工業へ売却。同年にエール薬品に社名変更。2016年に東邦ホールディングスの完全子会社となり、共創未来ファーマに社名変更。
- 目黒化工 - 2007年3月にロート製薬へ売却し、同社の子会社に。2014年4月にクオリテックファーマに社名変更。
- 日本乳化剤 - 2008年2月に日本触媒へ売却し、同社の子会社に。
- 日本ベークライト - 現在の住友ベークライトの事実上の前身。1932年に三共子会社として設立、1955年に住友化学子会社と合併し現社名に。

#### 旧第一製薬グループ会社
- 第一化学薬品 - 2006年10月に積水化学工業へ売却し、同社の子会社に。2008年4月に同社のメディカル事業と統合し、積水メディカル株式会社に社名変更した。
- 第一ラジオアイソトープ研究所 - 2006年10月に富士フイルム（当時の富士写真フイルム）へ売却し、同社の子会社に。2007年4月に富士フイルムRIファーマに社名変更。2018年10月に同じグループ会社の富山化学工業と合併し、富士フイルム富山化学に社名変更。更に2021年9月2日、ペプチドリームが富士フイルム富山化学の放射性医薬品事業を吸収分割により承継するPDRファーマの全株式を取得して子会社し、2022年3月28日、取得完了した[15]。
- 第一メディカル - 2007年1月に調剤薬局大手のクオール（現:クオールホールディングス）へ売却し、同社の子会社に。同年4月にメディカルクオールに社名変更。
- 埼玉第一製薬 - 2007年5月にニプロへ売却し、同社の子会社に。2008年7月にニプロパッチに社名変更。2012年4月に株式交換によりニプロのグループ会社であるニプロファーマの子会社となったあと、2017年4月にニプロファーマへ吸収合併。
- 第一ファインケミカル - 2007年6月に協和発酵工業（現・協和キリン）へ売却し、同社の子会社に。2008年10月からは同社のファインケミカル事業の分割により設立された協和発酵バイオの子会社となる。2015年10月に協和ファーマケミカルに社名変更。
- アスビオファーマ - 第一サントリーファーマ→第一アスビオファーマを経て、2007年4月に現社名に。2010年4月からは再編により研究開発業務に特化した。2018年4月に当社へ吸収合併[16]され解散した。

## 主要製品
- アロンアルフアA「三共」【高度管理医療機器】 - シアノアクリレート液：軟組織接合用接着剤（製造販売元：東亞合成）

## 提供番組
グループである第一三共ヘルスケア提供番組については当該項目参照。
- ガイアの夜明け（テレビ東京）[注釈 3]
- 医学講座（ラジオNIKKEI第1放送、毎週木曜日20:40-21:00）、2014年3月末まで。
- 教えて!ドクター 家族の健康（BSジャパン）
- 金曜ロードショー（日本テレビ）※UCC上島珈琲から引き継いだ[注釈 4]。
- 報道ステーション（テレビ朝日、毎週火曜21:54-23:10、隔週で前半と後半の提供枠を交替）※興和から引き継いだ。2024年10月より。